# Jacques Hotteterre
Jacques Hotteterre, též Jacques-Martin Hotteterre, zvaný le Romain (29 září 1673, Paříž – 16. července 1763, Paříž) byl francouzský hudební skladatel a flétnista.

## Životopis
Jacques Hotteterre se narodil 29 září 1673. Pocházel ze slavné rodiny výrobců dechových nástrojů z La Couture v Normandii. Rodina Hotteterrů byla známá tím, že kolem roku 1670 přinesla velké inovace do stavby dechových nástrojů, zejména flétny, kterou zkonstruovali jako třídílnou – tento vynález nelze připsat konkrétnímu členovi rodiny – a hoboje jehož vynález je připisován jeho dědu Jeanovi. Jacques Hotteterre byl se svým otcem Martinem, proslulým výrobcem fléten, jenž vytvořil i konkrétní nástroje používané Jean-Baptistem Lullym, nejnadanějším členem rodiny.
Přezdívku le Romain, Říman, získal po svém pobytu v Římě. Je s ním třeba ztotožnit zmínku o „ Monsù Giacomo mastro di flauto » (Monsieur Jacques maître de flûte), který byl doložen na dvoře markýze Francesca Marii Ruspoliho v Římě od října 1698 do července 1700.
V 1705 se stal hobojistou u dvora v Grande Écurie, později flétnistou v jiném dvorním ansámblu la Chambre du Roy. Za svůj věhlas vděčí svému hráčskému talentu na flétnu, pro kterou napsal řadu skladeb a doplnil tehdy nepříliš rozsáhlý repertoár (zejména skladby pro flétny a různé nástroje od Marina Maraise a Michela de La Barre).
Vynikající nástrojař, skladatel a hudebník velkého talentu, zanechal potomstvu díla jako Suites de pièces à deux flûtes (1712), Duo et rondeau (1708) ad., ale i díla metodického a vzdělávacího zaměření, např. jako L'art de préluder sur la flûte traversière (1719) a Principes de la flûte traversière ou flûte d'Allemagne, de la flûte à bec ou flûte douce et du hautbois (1707), vydaného v několika vydáních včetně dobových překladů do vlámštiny a angličtiny.
V roce 1728 se v Paříži oženil s Élisabeth-Geneviève Charpentier, dcerou notáře a vnučkou králova rádce. Získané věno mu spolu s dědictvím po otci Martinovi umožnilo osvobodit se od manuální práce a věnovat se umění, tvorbě a učení.
Jacques Hotteterre zemřel 17. července 1763. Jeho povinnosti po něm převzal syn Jean-Baptiste, který je vykonával až do své vlastní smrti v roce 1770. Jacquesova dcera Marie-Geneviève se provdala 2. ledna 1763 za Clauda Balbastra a této svatby se účastnili význační hudebníci té doby, jako Jean-Philippe Rameau a Jean-Joseph Cassanéa de Mondonville.

## Pocty
V La Couture-Boussey, odkud rodina Hotteterrů pocházela, je na jeho počest pojmenována ulice "Jacques Hotteterre".
Jeho portrét lze nalézt na průčelí vodárenské věže u vstupu do města.

## Dílo
- Opus 1 : Principes de la flûte traversière, ou flûte d'Allemagne, de la flûte à bec ou flûte douce et du hautbois, divisez par traitez (1707).
- Op. 2 : Premier livre de pièces pour la flûte traversière et autres instruments avec la basse (1708).
- Op. 3 : Sonates en trio pour les flûtes traversières et a bec, violon, hautbois (1712).
- Op. 4 : Première suitte de pièces suite de pièces à deux dessus, sans basse continue. Pour les flûtes-traversières, flûtes à bec, violes" (1712).
- Op. 5 : Deuxième livre de pièces pour la flûte traversière et autres instruments avec la basse (1715).
- Op. 6 : Deuxième suite de pièces à deux dessus pour les flûtes-traversières, flûtes à bec, violes, etc. avec une basse adjoutée et sans altération des dessus, laquelle on y pourra joindre pour le concert" (1717).
- Op. 7 : L'art de Préluder (1719).
- Op. 8 : Troisième suite de pièces à deux dessus (1722).
- Op. 9 : Concert de Rossignol (ztraceno).
- Op. 10 : Méthode pour la Musette contenant des principes, par un recueil d'airs et quelques préludes (1738).

- Airs et brunettes à deux et trois dessus avec la basse - Tirez des meilleurs autheurs (1721).
- Publication posthume de pièces pour flûte et basse continue de son frère Jean Hotteterre en 1722, avec une suite de Jacques-Martin.
- Arrangement de pièces de Robert Valentine pour deux flûtes.
- Édition de pièces de Francesco Torelio pour deux flûtes.
- Arrangement de trios d'Albinoni (ztraceno).